# Ranunculus subhomophyllus
Ranunculus subhomophyllus ist eine Pflanzenart aus der Gattung Hahnenfuß (Ranunculus) innerhalb der Familie der Hahnenfußgewächse (Ranunculaceae).

## Beschreibung

### Vegetative Merkmale
Ranunculus subhomophyllus ist eine ausdauernde krautige Pflanze, die Wuchshöhen von 5 bis 7 Zentimeter erreicht. Der Stängel ist einfach oder wenig verzweigt.
Die Grundblätter sind beinahe oder völlig kahl und dreiteilig. Die Abschnitte weisen schmale, spitzliche bis stumpfe Lappen auf und sind oft gestielt.

### Generative Merkmale
Die zwittrige Blüte ist radiärsymmetrisch und fünfzählig mit doppelter Blütenhülle. Die Krone ist 5 bis 7 Millimeter groß.
Die Nüsschen sind bei einem Durchmesser von 2,5 bis 3 Millimetern rundlich und breit geflügelt. Der Fruchtschnabel ist gebogen und geringfügig kürzer.

## Ökologie und Phänologie
Bei Ranunculus subhomophyllus handelt es sich um einen Schaft-Hemikryptophyten.
Die Blütezeit liegt im April.

## Vorkommen
Ranunculus subhomophyllus kommt im südlichen Griechenland und auf Inseln im Bereich der Ägäis in der subalpinen Höhenstufe vor. Auf Kreta wächst diese Art auf Ruhschutt und auf feuchten Felslagen in Igelpolsterheiden in Höhenlagen von 1100 bis 2300 Metern.

## Taxonomie
Die Erstbeschreibung erfolgte 1908 als Varietät Ranunculus chaerophyllos var. subhomophyllus Halácsy durch Eugen von Halácsy (1842–1913) in Supplement Conspectus Florae Graecae, Band 1, S. 2. Den Rang einer Art Ranunculus subhomophyllus (Halácsy) Vierh. hat sie 1935 durch Friedrich Karl Max Vierhapper in Oesterreichische botanische Zeitschrift, Band 84, S. 131 erhalten.